# 大友貞親
大友 貞親（おおとも さだちか）は、鎌倉時代中期から後期にかけての武士・御家人。大友氏の5代当主。｢貞｣の字は幕府の執権・北条貞時から賜ったものと思われる。
永仁3年（1295年）、兄（または父）である親時が死去したため、父（または祖父）の命を受けて後を継いだ。嘉元3年（1305年）、得宗の北条貞時の命を受けて翌4年（1306年）、豊後国に万寿寺を建立している。
応長元年（1311年）に66歳で死去し、家督は弟の貞宗が継いだ。法号は正温。